# مجموعات الدراسة الشيوعية
مجموعات الدراسة الشيوعية (بالفرنسية : Groupes d'Etudes Communistes) كانت مجموعة شيوعية في غرب إفريقيا الفرنسية / إفريقيا الاستوائية الفرنسية. تأسست المجموعة في عام 1943، تحت تأثير الحزب الشيوعي الفرنسي. وشكلت فروعا في عواصم أقاليم غرب أفريقيا. كانت المجموعة أساسًا بين المثقفين، وبقيادة سوريت كانال وكوشي.
في الانتخابات التشريعية الفرنسية عام 1946، حصلت المجموعة على 1180 صوتًا (0.9 ٪) في السنغال.
في السنغال، تطورت المجموعة إلى الاتحاد الديمقراطي السنغالي، فرع من التجمع الديمقراطي الأفريقي.
في باماكو، كان موديبو كيتا عضوًا بارزًا في المجموعة. دعمت المجموعة ترشيحه في انتخابات الجمعية التأسيسية للجمهورية الرابعة عام 1945.
في فبراير 1946، تم إنشاء أول مجموعة دراسات في إفريقيا الاستوائية الفرنسية، أسسها الأوروبيون في برازافيل.